# 東林寺 (下呂市)
東林寺（とうりんじ）は岐阜県下呂市金山町にある阿弥陀如来を本尊とする浄土真宗本願寺派の寺院で、山号は粥川山。
建長7年（1255年）に長滝寺で出家し、藤光院祐西を名乗り天台宗の僧侶となった粥川左兵衛尉景綱が親鸞に帰依して馬瀬村に草庵を建立したのが始まりである。その後郡上郡気良庄畑佐村に移転する。藤光院祐西の子孫である祐善が明応5年（1496年）に蓮如に弟子入りし、貫代尊形を授かっている。本堂は享保7年（1723年）に建立されたもので、寛延4年（1752年）に制作された作者不詳の112枚の絵天井や文化3年（1806年）に建立の山門、天明2年（1782年）に制作された大太鼓とともに下呂市の文化財に指定されている。
また、境内のヒイラギとサルスベリは樹齢200年以上でこちらは下呂市により天然記念物に指定されている。